# Niinja
Niinja är en ort i Estland som ligger i landskapet Läänemaa, som tillhör Martnas kommun.
1. ↑  http://www.geonames.org/maps/google_58.859_23.856.html